# 豊見城・名嘉地インターチェンジ
豊見城・名嘉地インターチェンジ（とみぐすく・なかちインターチェンジ）は、沖縄県豊見城市にある那覇空港自動車道（豊見城東道路・小禄道路）のインターチェンジ。
永らく出入口が2か所に分かれており、本線から分岐し県道256号に接続するランプと、約1km西側で国道331号（小禄バイパス）に合流する本線部（小禄道路の将来本線を一部活用）があったが、後者は小禄道路との接続工事の為2023年7月5日をもって閉鎖された。

## 歴史
- 2007年（平成19年）9月6日：当ICの名称を「那覇空港南IC」から「豊見城・名嘉地IC」に正式決定[2]。
- 2008年（平成20年）3月22日：豊見城IC - 豊見城・名嘉地IC間が暫定2車線で開通[3]。
- 2009年（平成21年）5月1日：小禄道路の都市計画が決定する[4]。
- 2011年（平成23年）度：小禄道路が事業化される[5]。
- 2015年（平成27年）3月3日：豊見城IC - 豊見城・名嘉地IC間が4車線化[3]。
- 2023年（令和5年）7月5日：小禄道路の接続工事のため、小禄バイパスに接続する出入り口を閉鎖[1]。

## 周辺
- 那覇空港

## 接続する道路
- 直接接続
  - 国道331号（小禄バイパス）
  - 沖縄県道231号那覇空港線（小禄バイパス開通前の旧国道331号）
  - 沖縄県道256号豊見城糸満線（2017年3月まで豊見城上田方面は県道68号線、糸満向けは国道331号だった）

## 隣
E58 那覇空港自動車道（豊見城東道路・小禄道路）
(A2) 南風原南IC - 豊見城PA（予定） - (A3) 豊見城IC - (A4) 豊見城・名嘉地IC - 瀬長IC（事業中）